# Libertyville (Alabama)
Libertyville és una població dels Estats Units a l'estat d'Alabama. Segons el cens del 2000 tenia 106 habitants.

## Demografia
Segons el cens del 2000, Libertyville tenia 106 habitants, 48 habitatges, i 32 famílies. La densitat de població era de 78,7 habitants/km².
Dels 48 habitatges en un 25% hi vivien nens de menys de 18 anys, en un 54,2% hi vivien parelles casades, en un 12,5% dones solteres, i en un 33,3% no eren unitats familiars. En el 27,1% dels habitatges hi vivien persones soles el 16,7% de les quals corresponia a persones de 65 anys o més que vivien soles. El nombre mitjà de persones vivint en cada habitatge era de 2,21 i el nombre mitjà de persones que vivien en cada família era de 2,72.
Per edats la població es repartia de la següent manera: un 17,9% tenia menys de 18 anys, un 11,3% entre 18 i 24, un 27,4% entre 25 i 44, un 26,4% de 45 a 60 i un 17% 65 anys o més.
L'edat mediana era de 41 anys. Per cada 100 dones hi havia 96,3 homes. Per cada 100 dones de 18 o més anys hi havia 81,3 homes.
La renda mediana per habitatge era de 19.750 $ i la renda mediana per família de 37.500 $. Els homes tenien una renda mediana de 17.917 $ mentre que les dones 19.250 $. La renda per capita de la població era de 26.427 $. Aproximadament el 16,7% de les famílies i el 20,7% de la població estaven per davall del llindar de pobresa.

## Poblacions més properes
El següent diagrama mostra les poblacions més properes.